# Dany Dauberson
Dany Dauberson (* 16. Januar 1925 in Le Creusot; † 16. März 1979) war eine französische Sängerin und Schauspielerin.

## Leben und Wirken
Sie nahm, genauso wie ihre Landsfrau Mathé Altéry, beim ersten Grand Prix de la Chanson im Jahre 1956 teil. Die Platzierung ihres Chansons Il est là (dt.: Er ist da) wurde allerdings nicht bekannt gegeben.
Weiterhin hatte sie Nebenrollen in französischen Kinofilmen.

## Filmografie
- 1951: A Tale of Five Cities (dt.: Fünf Mädchen und ein Mann)
- 1957: Et par ici la sortie (dt.: Mit allen Wassern gewaschen)
- 1966: Du rififi à Paname (dt.: Rififi in Paris)